# Lilla Beddinge landskommun
Lilla Beddinge landskommun var en tidigare kommun i dåvarande Malmöhus län.

## Administrativ historik
Kommunen bildades i Lilla Beddinge socken i Vemmenhögs härad i Skåne när 1862 års kommunalförordningar trädde i kraft. 
Vid kommunreformen 1952 uppgick kommunen i Klagstorps landskommun som uppgick 1967 i Trelleborgs stad som 1971 ombildades till Trelleborgs kommun.

## Politik

### Mandatfördelning i Lilla Beddinge landskommun 1938-1946
| 11 | 7 |

| 17 |

| 11 | 7 |

| 17 |

| 11 | 7 |

| 18 |